# Saïda Menebhi
Saïda Menebhi, née en septembre 1952 à Marrakech et morte le 11 décembre 1977 à Casablanca, est une professeur d'anglais, féministe et militante du mouvement marxiste-léniniste marocain Ila Al Amame (« En avant » en arabe), actif dans les années 1970. 

## Biographie
Saïda Menebhi est née en septembre 1952 à Marrakech. Après avoir obtenu son baccalauréat, elle s'inscrit à l'université de Rabat, où elle étudie la littérature anglaise. Très vite, elle devient une militante active du syndicat étudiant l'Union nationale des étudiants du Maroc (UNEM), à travers sa composante communiste la « Voie démocratique », qui revendique notamment l'indépendance du Sahara occidental. Pendant deux ans, elle suit une formation de premier cycle au centre pédagogique régional (CPR) puis enseigne l'anglais dans un collège à Rabat.
Elle adhère dans la clandestinité au mouvement marxiste-léniniste Ila Al Amame, tout en étant membre du 1er syndicat marocain, l'Union marocaine du travail (UMT).

## Arrestation
Alors que la répression et les arrestations s'intensifient au Maroc (années de plomb), elle est arrêtée le 16 janvier 1976 à Rabat, avec trois autres femmes : Rabea Ftouh, Pierra di Maggio et Fatima Oukacha,  pour leurs activités politiques au sein du mouvement interdit Ila Al Amame. Elle subit des tortures physiques et psychologiques dans le centre de détention de Derb Moulay Cherif à Casablanca.
Un an plus tard, elle est jugée au « procès de janvier-février 1977 de Casablanca », avec 138 autres inculpés pour « atteinte à la sûreté de l'État ». Pendant les auditions, elle affirme son soutien à l'autodétermination du peuple sahraoui. elle dénonce également, sous les applaudissements de la salle, la situation d'oppression que subissent les femmes au Maroc. Elle est condamnée à 5 ans de détention, plus deux ans pour « injure à magistrat ». Elle est incarcérée à la prison de Casablanca, où elle est placée à l'isolement. Alors que les autres militants condamnés lors du procès sont transférés à la prison centrale de Kénitra, Saïda Menebhi ainsi que trois de ses camarades, Rabea Ftouh, Abraham Serfaty et Fatima Oukacha, restent à la prison civile de Casablanca.

## Grève de la faim et décès
Elle meurt le 11 décembre 1977 à l'hôpital Averroes de Casablanca, faute de soins appropriés, à la suite de 34 jours de grève de la faim, elle était âgée de 25 ans.

## Poèmes de prison
Saïda Menebhi est également connue pour avoir écrit de nombreux poèmes, avant et pendant son emprisonnement, dans lesquels elle dénonçait le régime répressif du roi Hassan II et parsemait ses convictions et son espoir d'une société meilleure. Ci-dessous, l'un de ses poèmes écrits en prison :
| « La prison, c'est laid                    |
| Tu la dessines, mon enfant                 |
| Avec des traits noirs                      |
| Des barreaux et des grilles                |
| Tu imagines que c'est un lieu sans lumière |
| Qui fait peur aux petits                   |
| Aussi pour l'indiquer                      |
| Tu dis que c'est là-bas                    |
| Et tu montres avec ton petit doigt         |
| Un point, un coin perdu                    |
| Que tu ne vois pas                         |
| Peut être la maîtresse t'a parlé           |
| De prison hideuse                          |
| De maison de correction                    |
| Où l'on met les méchants                   |
| Qui volent les enfants                     |
| Dans ta petite tête                        |
| S'est alors posé une question              |
| Comment et pourquoi                        |
| Moi qui suis pleine d'amour pour toi       |
| Et tous les autres enfants                 |
| Suis-je là-bas ?                           |
| Parce que je veux que demain               |
| La prison ne soit plus là »                |